# Wallace Stevens
Pour les articles homonymes, voir Stevens.
Wallace Stevens (né à Reading, en Pennsylvanie, le 2 octobre 1879 ; mort à Hartford, dans le Connecticut, le 2 août 1955) est un poète, précurseur majeur de la poésie moderne américaine.
Alliant la poésie à son métier d'avocat, il publie son premier livre, Harmonium, en 1923 dans sa première période d'écriture. Il est suivi d'une deuxième édition légèrement révisée et amendée en 1930. Sa deuxième période se situe dans les onze années précédant immédiatement la publication de Transport to Summer, lorsque Stevens écrit trois volumes de poèmes, dont Ideas of Order, The Man with the Blue Guitar et Parts of a World, ainsi que Transport to Summer. Sa troisième et dernière période commence avec la publication de The Auroras of Autumn au début des années 1950, suivie de la parution de ses Collected Poems en 1954, un an avant sa mort.
Parmi les poèmes les plus connus de Stevens, citons The Auroras of Autumn, Anecdote of the Jar, Disillusionment of Ten O'Clock, The Emperor of Ice-Cream, The Idea of Order at Key West, Sunday Morning, The Snow Man et Thirteen Ways of Looking at a Blackbird.
Moins reconnu de son vivant que d'autres poètes de sa génération (tels que Ezra Pound, T. S. Eliot), il reçoit en 1955 le National Book Award pour Collected poems et le prix Pulitzer. La même année, il obtient un titre honoraire de l'université Yale. Il passe la majeure partie de sa vie à travailler comme cadre pour une compagnie d'assurance à Hartford, dans le Connecticut.

## Biographie

### Naissance
Wallace Stevens est le deuxième des trois enfants d'un père avocat et d'une mère institutrice. Sa famille est d'obédience luthérienne issue de John Zeller. Son arrière-grand-père maternel s'est installé dans la vallée de la Susquehanna en 1709 en tant que réfugié religieux.

### Études et mariage
Entre 1897 et 1900, il suit des études à Harvard, dont il ne sera pas diplômé. Selon son biographe, Milton Bates, Stevens a été personnellement présenté au philosophe George Santayana alors qu'il vivait à Boston et a été fortement influencé par le livre de Santayana intitulé Interpretations of Poetry and Religion. Holly Stevens, sa fille, a rappelé la longue dédicace de son père à Santayana lorsqu'elle a réédité à titre posthume les lettres rassemblées de son père en 1977 pour Knopf. Dans l'un de ses premiers journaux, Stevens raconte qu'il a passé une soirée avec Santayana au début de 1900 et qu'il a sympathisé avec lui à propos d'une mauvaise critique publiée à l'époque sur Interprétations. Après ses études à Harvard, il débute alors une brève carrière de journaliste au New York Herald Tribune, puis s'oriente finalement vers des études de droit à la New York Law School en 1903 suivant l'exemple de ses deux autres frères diplômés. Il est admis au Barreau de New York en 1904. La même année, lors d'un voyage de retour à Reading, Stevens rencontre Elsie Viola Kachel (1886-1963, également connue sous le nom d'Elsie Moll), une jeune femme qui a travaillé comme vendeuse, modiste et sténographe. Après une longue fréquentation, il l'épouse en 1909 malgré les objections de ses parents, qui la considèrent comme peu éduquée et de classe inférieure. Comme l'a rapporté le New York Times en 2009, "aucun membre de sa famille n'a assisté au mariage, et Stevens n'a plus jamais rendu visite ou parlé à ses parents du vivant de son père". Une fille, Holly, est née en 1924. Baptisée épiscopalienne, elle éditera plus tard, à titre posthume, les lettres de son père et un recueil de ses poèmes.
En 1913, les Stevens louent un appartement à New York au sculpteur Adolph A. Weinman, qui réalise un buste d'Elsie. Son profil frappant pourrait avoir été utilisé par Weinman sur les pièces de dix cents au mercure de 1916-1945 et sur le demi-dollar Walking Liberty. Plus tard, Elsie Stevens commence à présenter des symptômes de maladie mentale et le mariage en souffre, mais le couple reste marié. Dans sa biographie de Stevens, Paul Mariani raconte que le couple est en grande partie séparé, avec près d'une décennie d'écart d'âge, bien qu'il vive dans la même maison au milieu des années 1930. Mariani écrit : "Il y avait des signes de fracture domestique à prendre en compte. Dès le début, Stevens, qui n'avait pas partagé de chambre avec sa femme depuis des années, s'installa dans la chambre principale avec son bureau attenant au deuxième étage".

### Carrière
La poésie de Stevens ne se dévoile que tardivement, à 35 ans : même s'il avait déjà publié des poèmes de 1898 à 1900, dans le Harvard Advocate et le Harvard Monthly, ce n'est qu'en 1914, sous le pseudonyme de Peter Parasol, qu'il rédige et envoie des poèmes, Phases, au magazine Poetry, à l'occasion d'un concours sur le thème de la guerre. Il ne gagne pas, mais sera publié par le magazine un peu plus tard.
Après avoir travaillé dans plusieurs cabinets d'avocats new-yorkais entre 1904 et 1907, Stevens est engagé en janvier 1908 comme juriste par l'American Bonding Company. En 1914, il devient vice-président du bureau new-yorkais de l'Equitable Surety Company de St. Louis, dans le Missouri. En 1916, Stevens déménage à Hartford et s'engage dans les métiers de l'assurance, au sein de l'Hartford Accident and Indemnity Company, en tant que conseiller juridique. Dépassant la contradiction apparente entre monde des affaires et poésie (à laquelle son père l'avait habitué), Stevens deviendra le vice-président de la société en 1934, jusqu'à la fin de sa vie. La carrière de Stevens en tant qu'homme d'affaires-avocat le jour et poète pendant son temps libre a fait l'objet d'une attention particulière, comme le résume l'ouvrage de Thomas Grey consacré à sa carrière de dirigeant d'une compagnie d'assurances. Grey a résumé comme suit une partie des responsabilités de la vie quotidienne de Stevens qui impliquaient l'évaluation des demandes d'assurance de cautionnement : "Si Stevens rejetait une demande et que la compagnie était poursuivie, il engageait un avocat local pour défendre l'affaire dans le lieu où elle serait jugée. Stevens donnait des instructions à l'avocat externe par le biais d'une lettre examinant les faits de l'affaire et exposant la position juridique de fond de la compagnie ; il se retirait ensuite de l'affaire, déléguant toutes les décisions relatives à la procédure et à la stratégie de litige". Selon Mariani,grâce à ce travail, Stevens est financièrement indépendant, gagnant " 20 000 dollars par an, ce qui équivaut à environ 350 000 dollars en 2016". Et ce, à une époque (la Grande Dépression) où de nombreux Américains étaient sans emploi et cherchaient de la nourriture dans les poubelles".
En 1917, Stevens et sa femme déménagent au 210 Farmington Avenue, où ils restent pendant les sept années suivantes et où il achève son premier recueil de poèmes, Harmonium. De 1924 à 1932, il réside au 735 Farmington Avenue. En 1932, il achète une maison coloniale des années 1920 au 118 Westerly Terrace, où il résidera jusqu'à la fin de sa vie.
Après avoir remporté le prix Pulitzer en 1955, il se voit proposer un poste de professeur à Harvard, qu'il refuse car cela l'obligerait à abandonner son emploi à Hartford.
Tout au long de sa vie, Stevens se montre politiquement conservateur,. Le critique William York Tindall le décrit comme un républicain dans la lignée de Robert A. Taft.

### Voyages
Stevens se rend à plusieurs reprises à Key West, en Floride, entre 1922 et 1940, séjournant généralement à l'hôtel Casa Marina, au bord de l'océan Atlantique. Il s'y rend pour la première fois en janvier 1922, lors d'un voyage d'affaires. "L'endroit est un paradis", écrit-il à Elsie, "un temps de plein été, le ciel brillamment clair et intensément bleu, la mer bleue et verte au-delà de ce que vous avez jamais vu". L'influence de Key West sur la poésie de Stevens est évidente dans de nombreux poèmes publiés dans ses deux premiers recueils, Harmonium et Ideas of Order. En février 1935, Stevens rencontre le poète Robert Frost à la Casa Marina. Les deux hommes se disputent et Frost rapporte que Stevens était ivre et avait agi de manière inappropriée. Selon Mariani, Stevens se rendait souvent dans des bars clandestins pendant la Prohibition avec des amis avocats et des connaissances poétiques.
L'année suivante, Stevens a une altercation avec Ernest Hemingway lors d'une fête au domicile d'une connaissance commune à Key West, sur Waddell Avenue. Stevens se casse la main, apparemment en frappant la mâchoire d'Hemingway, et est renversé à plusieurs reprises dans la rue par Hemingway. Stevens s'excusera plus tard. Mariani explique : En face de Stevens se trouvait l'ennemi juré de son imagination, le poète antipoète Hemingway, le poète de la réalité extraordinaire, comme Stevens l'appellera plus tard, ce qui le place dans la même catégorie que cet autre antipoète, William Carlos Williams, sauf qu'Hemingway était quinze ans plus jeune et beaucoup plus rapide que Williams, et beaucoup moins amical. C'est ainsi que le combat commença, Stevens s'élançant vers Hemingway, qui semblait louvoyer comme un requin, et Papa le frappant une fois sur deux, Stevens tombant "spectaculairement", comme Hemingway s'en souviendra, dans une flaque d'eau de pluie fraîche.

En 1940, Stevens fait son dernier voyage à Key West. Frost se trouve à nouveau à la Casa Marina, et les deux hommes se disputent à nouveau. Selon Mariani, l'échange à Key West en février 1940 comprend les commentaires suivants : 
« Stevens : Vos poèmes sont trop académiques.

Frost : Vos poèmes sont trop exécutifs.
Stevens : Le problème avec vous Robert, c'est que vous écrivez sur des sujets.

Frost : Le problème avec vous, Wallace, c'est que vous écrivez sur du bric-à-brac. »

### Poésie d'après-guerre
À la fin du mois de février 1947, alors que Stevens approche des 67 ans, il devient évident qu'il a achevé les dix années les plus productives de sa vie en matière d'écriture de poèmes. En février 1947, il publie son volume de poèmes Transport to Summer, qui est accueilli favorablement par F. O. Mathiessen dans le New York Times. Au cours des onze années qui ont précédé cette publication, Stevens a écrit trois volumes de poèmes : Ideas of Order, The Man with the Blue Guitar, Parts of a World et Transport to Summer. Tous ces poèmes ont été écrits avant que Stevens ne se lance dans la rédaction de son poème The Auroras of Autumn, qui a reçu un accueil très favorable.

En 1950-1951, lorsque Stevens apprend que Santayana s'est retiré pour vivre ses dernières années dans une maison de retraite à Rome, il compose son poème " To an Old Philosopher in Rome" (À un vieux philosophe à Rome) :
« C'est une sorte de grandeur totale à la fin,

Avec chaque chose visible agrandie et pourtant
et pourtant rien de plus qu'un lit, une chaise et des nonnes en mouvement,
Le plus grand théâtre, le porche à oreillers,

Le livre et la bougie dans votre chambre ambrée. »
Voici une description de l'œuvre de Wallace Stevens, telle qu'il la percevait :
« Le travail de l'auteur suggère la possibilité d'une fiction suprême, reconnue comme fiction, dans laquelle l'humanité pourrait à soi-même s'offrir un comblement. Dans la création d'une telle fiction, quelle qu'elle soit, la poésie serait dotée d'une importance vitale. Les nombreux poèmes qui se rapportent aux interactions de la réalité et de l'imagination doivent être considérés comme situés en marge de ce thème central.  »

### Maladie et décès
Selon Mariani, Stevens a eu une silhouette corpulente pendant la plus grande partie de sa vie, mesurant 1,88 m et pesant jusqu'à 110 kg. Le 28 mars 1955, Stevens consulte le Dr James Moher pour une accumulation de problèmes de santé. L'examen de Moher ne révèle rien et il demande à Stevens de subir une radiographie et un lavement baryté le 1er avril, qui ne révèlent rien. Le 19 avril, Stevens subit une série d'examens médicaux qui révèlent une diverticulite, un calcul biliaire et un estomac sévèrement gonflé. Il est admis à l'hôpital Saint-François et opéré le 26 avril par le Dr Benedict Landry.
Il a été établi que Stevens souffrait d'un cancer de l'estomac dans la région inférieure du gros intestin et qu'il bloquait la digestion normale des aliments. Un cancer des voies inférieures de nature maligne était presque toujours un diagnostic mortel dans les années 1950. Stevens n'en a pas été informé, mais sa fille Holly l'a été et il lui a été conseillé de ne rien dire à son père. Le 11 mai, Stevens sort de l'hôpital dans un état ambulatoire temporairement amélioré et retourne chez lui pour récupérer. Sa femme insiste pour essayer de s'occuper de lui pendant sa convalescence, mais elle a été victime d'une attaque cérébrale l'hiver précédent et n'est pas en mesure de l'aider comme elle l'aurait souhaité. Stevens entre à l'Avery Convalescent Hospital le 20 mai.
Début juin, son état est encore suffisamment stable pour qu'il assiste à une cérémonie à l'université de Hartford où il reçoit un doctorat honorifique en sciences humaines. Le 13 juin, il se rend à New Haven pour recevoir un doctorat honorifique en lettres de l'université de Yale. Le 20 juin, il retourne à son domicile et insiste pour travailler pendant un nombre d'heures limité. Le 21 juillet, Stevens est réadmis à l'hôpital St. Francis et son état se détériore. Le 1er août, bien qu'alité, il se réveille suffisamment pour adresser quelques mots d'adieu à sa fille avant de s'endormir à la fin des heures de visite normales ; son décès est constaté le lendemain matin, 2 août, à 8 h 30. Il est enterré au cimetière Cedar Hill de Hartford.
Dans sa biographie, Mariani indique que les amis de Stevens savaient qu'au cours de ses années et de ses nombreuses visites à New York, Stevens avait l'habitude de se rendre à la cathédrale Saint-Patrick à des fins méditatives lorsqu'il se trouvait à New York. Au cours de ses dernières semaines, Stevens a débattu de questions théodicéennes avec le père Arthur Hanley, aumônier de l'hôpital St. Francis à Hartford, où Stevens a passé ses derniers jours à souffrir d'un cancer de l'estomac et a finalement été converti au catholicisme en avril 1955 par Hanley,. Cette prétendue conversion sur le lit de mort est contestée, notamment par la fille de Stevens, Holly, qui n'était pas présente au moment de la conversion, selon Hanley. La conversion a été confirmée à la fois par Hanley et par une religieuse présente au moment de la conversion et de la communion,. La nécrologie de Stevens dans le journal local a été réduite au minimum à la demande de la famille en ce qui concerne les détails de sa mort. La nécrologie de Stevens parue dans le magazine Poetry a été confiée à William Carlos Williams, qui a jugé approprié et justifié de comparer la poésie de Stevens à la Vita Nuova de Dante et au Paradis perdu de Milton. À la fin de sa vie, Stevens avait laissé inachevée sa grande ambition de réécrire la Divine Comédie de Dante pour ceux qui " vivent dans le monde de Darwin et non dans le monde de Platon".

## Accueil de son oeuvre

### Début duXXesiècle
La première réception de la poésie de Stevens a suivi la publication de son premier recueil de poèmes, Harmonium, au début des années 1920. Dans son livre sur la poésie de Stevens, Helen Vendler écrit qu'une grande partie de la première réception de ses poèmes était orientée vers une lecture symbolique de ceux-ci, utilisant souvent une simple substitution de métaphores et d'images pour leurs équivalents supposés en termes de signification. D'autres critiques telles que William Carlos Williams and Hi Simons y ont participé. Pour Vendler, cette méthode de réception et d'interprétation était souvent limitée dans son utilité et devait être remplacée par des formes plus efficaces d'évaluation et de critique littéraires.

### Fin duXXesiècle
Après la mort de Stevens en 1955, l'interprétation littéraire de sa poésie et les essais critiques ont commencé à fleurir avec des livres complets écrits sur ses poèmes par d'éminents spécialistes de la littérature tels que Vendler et Harold Bloom. Les deux livres de Vendler sur la poésie de Stevens distinguent les poèmes courts des poèmes longs et suggèrent qu'ils soient considérés comme des formes distinctes d'interprétation et de critique littéraires. Ses études sur les longs poèmes se trouvent dans son livre On Extended Wings et énumèrent les longs poèmes de Stevens comme suit : The Comedian as the Letter C, Sunday Morning, Le Monocle de Mon Oncle, Like Decorations in a Nigger Cemetery, Owl's Clover, L'homme à la guitare bleue, Examen du héros en temps de guerre, Notes pour une fiction suprême, Esthétique du mal, Description sans lieu, Credences of Summer, The Auroras of Autumn, et son dernier et plus long poème An Ordinary Evening in New Haven,. Une autre étude complète de la poésie de Stevens à la fin du XXe siècle est The Comic Spirit of Wallace Stevens de Daniel Fuchs.

### Début duXXIesiècle
L'intérêt pour la lecture et la réception de la poésie de Stevens se poursuit au début du XXIe siècle, avec un volume complet consacré par la Library of America à l'ensemble de ses écrits et de sa poésie. Dans son livre sur la lecture de Stevens en tant que poète de ce qu'il appelle la "poésie philosophique", Charles Altieri présente sa propre lecture de philosophes tels que Hegel et Wittgenstein tout en présentant une interprétation spéculative de Stevens dans le cadre de cette approche. Dans son livre de 2016 intitulé Things Merely Are : Philosophy in the Poetry of Wallace Stevens, Simon Critchley indique un raffinement de l'appréciation de l'interaction de la réalité et de la poésie dans les poèmes de Stevens, écrivant : "Les derniers poèmes de Stevens montrent obstinément comment l'esprit ne peut s'emparer de la nature ultime de la réalité qui lui fait face. La réalité recule devant l'imagination qui la façonne et l'ordonne. La poésie est donc l'expérience de l'échec. Comme le dit Stevens dans un célèbre poème tardif, le poète nous donne des idées sur la chose, pas la chose elle-même".

## Interprétation
La réception et l'interprétation de la poésie de Stevens ont été nombreuses et variées. Dans leur livre The Fluent Mundo, Leonard et Wharton définissent au moins quatre écoles d'interprétation, à commencer par les premiers défenseurs de Stevens que sont les critiques Harvey Pearce et Helen Regeuiro, qui soutiennent la thèse "selon laquelle la dernière poésie de Stevens nie la valeur de l'imagination au profit d'une vue dégagée des "choses elles-mêmes". L'école d'interprétation suivante identifiée par Leonard et Wharton est l'école romantique, menée par Vendler, Bloom, James Baird, et Joseph Riddel. Une troisième école d'interprétation de Stevens, qui considère Stevens comme fortement dépendant de la philosophie continentale du XXe siècle, comprend J. Hillis Miller, Thomas J. Hines et Richard Macksey. Une quatrième école considère Stevens comme pleinement husserlien ou heideggerien dans son approche et son ton et est dirigée par Hines, Macksey, Simon Critchley, Glauco Cambon et Paul Bove. Ces quatre écoles présentent des accords et des désaccords occasionnels de perspective ; par exemple, Critchley lit l'interprétation de Stevens par Bloom comme faisant partie de l'école antiréaliste tout en considérant que Stevens ne fait pas partie de l'école antiréaliste de l'interprétation poétique.

### Maturité de la poésie
Stevens est un exemple rare de poète dont l'essentiel de la production n'est apparu qu'à l'approche de la quarantaine. Sa première publication majeure (quatre poèmes d'une séquence intitulée " Phases " dans l'édition de novembre 1914 de Poetry) a été écrite à l'âge de 35 ans, bien qu'en tant qu'étudiant à Harvard, Stevens ait écrit des poèmes et échangé des sonnets avec Santayana. Nombre de ses œuvres canoniques ont été écrites bien après ses 50 ans. Selon Bloom, qui a qualifié Stevens de poète américain "le meilleur et le plus représentatif" de l'époque, aucun écrivain occidental depuis Sophocle n'a connu une floraison aussi tardive de son génie artistique. Sa contemporaine Harriet Monroe a qualifié Stevens de "poète, riche, nombreux et profond, provoquant la joie, la beauté créatrice chez ceux qui peuvent lui répondre". Vendler note qu'il y a trois humeurs distinctes dans les longs poèmes de Stevens : l'extase, l'apathie et la réticence entre l'extase et l'apathie. Elle note également que sa poésie a été fortement influencée par les peintures de Paul Klee et de Paul Cézanne :
Stevens a vu dans les peintures de Paul Klee - qui était son peintre préféré - et de Cézanne le genre de travail qu'il voulait faire lui-même en tant que poète moderniste. Klee avait imaginé des symboles. Klee n'est pas un peintre directement réaliste et ses peintures sont pleines de projections fantaisistes, imaginatives et humoristiques de la réalité. Ses tableaux sont souvent énigmatiques ou pleins d'énigmes, ce que Stevens appréciait également. Ce que Stevens aimait chez Cézanne, c'était la réduction, pourrait-on dire, du monde à quelques objets monumentaux.

### Imagination et réalité
Pour Thomas Grey, biographe de Stevens et spécialiste de l'attention portée à Stevens en tant qu'homme d'affaires et avocat, Stevens a en partie lié sa poésie à ses capacités d'imagination en tant que poète, tandis que ses fonctions d'avocat étaient davantage liées à la réalité de sa vie personnelle, qui consistait à joindre les deux bouts. Grey trouve le poème "A Rabbit as King of the Ghosts" utile pour comprendre l'approche adoptée par Stevens pour séparer sa poésie de sa profession, en écrivant : "Le droit et sa prose étaient distincts de la poésie et offraient à Stevens une forme de soulagement par contraste avec la poésie, comme le laitier (dépeint comme le réaliste dans le poème) se soulage du clair de lune, comme la promenade autour du pâté de maisons soulage la transe de l'absorption de l'écrivain. Mais la priorité était claire : l'imagination, la poésie et le secret, pratiqués après les heures de travail, étaient primaires, bons en eux-mêmes ; la raison, la prose et la clarté, pratiquées pendant les heures de travail, étaient secondaires et instrumentales".

Dans la Southern Review, Hi Simons a écrit "qu'une grande partie du premier Stevens est un subjectiviste romantique juvénile, avant qu'il ne devienne un réaliste et un naturaliste dans son idiome plus mature et plus largement reconnu des dernières années". Stevens, dont l'œuvre est devenue méditative et philosophique, est devenu un poète d'idées : "Le poème doit résister à l'intelligence / Presque avec succès", a-t-il écrit. En ce qui concerne la relation entre la conscience et le monde, dans l'œuvre de Stevens, "l'imagination" n'est pas équivalente à la conscience, pas plus que la "réalité" n'est équivalente au monde tel qu'il existe en dehors de notre esprit. La réalité est le produit de l'imagination qui façonne le monde. Parce qu'elle change constamment au fur et à mesure que nous tentons de trouver des moyens imaginatifs satisfaisants de percevoir le monde, la réalité est une activité et non un objet statique. Nous abordons la réalité avec une compréhension fragmentaire, en assemblant des parties du monde pour tenter de le rendre cohérent. Donner un sens au monde, c'est construire une vision du monde par un exercice actif de l'imagination. Il ne s'agit pas d'une activité philosophique aride, mais d'un engagement passionné dans la recherche de l'ordre et du sens. C'est ainsi que Stevens écrit dans "The Idea of Order at Key West" (L'idée d'ordre à Key West) :
« Oh ! La rage bienheureuse de l'ordre, pâle Ramon,

La rage du faiseur d'ordonner les mots de la mer,
Les mots des portails parfumés, faiblement étoilés,
Et de nous-mêmes et de nos origines,

Dans des démarcations plus fantomatiques, des sons plus aigus. »

Dans Opus Posthumous, Stevens écrit : "Après avoir abandonné la croyance en Dieu, la poésie est cette essence qui prend sa place en tant que rédemption de la vie". Mais lorsque le poète tente de trouver une fiction pour remplacer les dieux perdus, il rencontre immédiatement un problème : il n'est pas possible d'avoir une connaissance directe de la réalité". Stevens suggère que nous vivons dans la tension entre les formes que nous prenons lorsque le monde agit sur nous et les idées d'ordre que notre imagination impose au monde. Le monde nous influence dans nos activités les plus normales : "La robe d'une femme de Lhassa, / À sa place, / Est un élément invisible de ce lieu / Rendu visible". Comme Stevens le dit dans son essai "Imagination as Value", "La vérité semble être que nous vivons dans des concepts de l'imagination avant que la raison ne les ait établis".

### La fiction suprême
Notes Toward a Supreme Fiction est une œuvre poétique lyrique en trois parties, contenant 10 poèmes chacune, avec une préface et un épilogue ouvrant et fermant l'ensemble de l'œuvre en trois parties. Publié pour la première fois en 1942, il représente une tentative globale de Stevens d'exposer son point de vue sur l'art d'écrire de la poésie. Stevens a étudié l'art de l'expression poétique dans nombre de ses écrits et poèmes, dont The Necessary Angel, où il écrit : "L'imagination perd de sa vitalité lorsqu'elle cesse d'adhérer à ce qui est réel. Lorsqu'elle adhère à l'irréel et intensifie ce qui est irréel, si son premier effet peut être extraordinaire, cet effet est le maximum qu'elle aura jamais".
Tout au long de sa carrière poétique, Stevens s'est posé la question de savoir ce qu'il fallait penser du monde maintenant que les notions de religion ne suffisent plus. Sa solution pourrait être résumée par la notion de " fiction suprême ", une idée qui servirait à corriger et à améliorer les anciennes notions de religion ainsi que les anciennes notions de l'idée de Dieu que Stevens critiquait. Dans cet exemple tiré de la satirique "A High-Toned Old Christian Woman", Stevens joue avec les notions de réalité immédiatement accessibles, mais en fin de compte insatisfaisantes :
« La poésie est la fiction suprême, madame.

Prenez la loi morale et faites-en une nef
Et à partir de la nef, construisez un paradis hanté. Ainsi,
La conscience est convertie en palmiers
Comme des cithares venteuses, avides d'hymnes.
Nous sommes d'accord sur le principe. C'est clair. Mais prenez
la loi opposée et faites un péristyle,
Et du péristyle projette un masque
Au-delà des planètes. C'est ainsi que notre paillardise,
non purifiée par l'épitaphe, enfin indulgente,
est également convertie en palmiers,
qui se tortillent comme des saxophones. Et palme pour palme,

Madame, nous sommes là où nous avons commencé. »

Les saxophones se tortillent parce que, comme le dit J. Hillis Miller dans son livre Poets of Reality, le thème de la fluctuation universelle est un thème constant dans toute la poésie de Stevens : "Un grand nombre de poèmes de Stevens montrent un objet ou un groupe d'objets en oscillation sans but ou en mouvement circulaire". En fin de compte, la réalité demeure.

La fiction suprême est cette conceptualisation de la réalité qui semble résonner dans sa justesse, à tel point qu'elle semble avoir capturé, ne serait-ce qu'un instant, quelque chose d'actuel et de réel : 
« Je suis l'ange de la réalité,

que l'on a vu un instant se tenir à la porte.
Mais je suis l'ange nécessaire de la terre,
puisque, à mes yeux, vous revoyez la terre,
débarrassée de son cadre rigide et têtu, verrouillé par l'homme,
Et, dans mon ouïe, vous entendez son bourdonnement tragique
S'élevant liquidement dans des attardés liquides,
Comme des mots aquatiques inondés ;
Une figure à moitié vue, ou vue un instant, un homme
De l'esprit, une apparition vêtue
Un homme de l'esprit, une apparition vêtue d'un vêtement si léger qu'un tour

de mon épaule et rapidement, trop rapidement, je m'en vais ? »

Dans l'un de ses derniers poèmes, "Final Soliloquy of the Interior Paramour", Stevens décrit l'expérience d'une idée qui satisfait l'imagination et écrit : "Le monde imaginé est le bien suprême". Stevens situe cette pensée dans l'esprit humain individuel et écrit qu'elle est compatible avec sa propre interprétation poétique de Dieu : "Dans ses limites vitales, dans l'esprit, nous disons que Dieu et l'imagination ne font qu'un [...] Comme la plus haute chandelle éclaire l'obscurité".

### Critique poétique de l'ancienne religion
La connaissance imaginative du type décrit dans le "Soliloque final" existe nécessairement dans l'esprit, puisqu'il s'agit d'un aspect de l'imagination qui ne peut jamais atteindre une expérience directe de la réalité :
« Nous disons que Dieu et l'imagination ne font qu'un...

Comme la bougie la plus haute éclaire l'obscurité.
De cette même lumière, de l'esprit central
Nous construisons une demeure dans l'air du soir,

où il suffit d'être là ensemble »
Stevens conclut que Dieu et l'imagination humaine sont étroitement identifiés, mais que ce sentiment de justesse qui a si longtemps existé avec cette vieille idée religieuse de Dieu peut à nouveau être accessible. Cette fiction suprême sera quelque chose de tout aussi central à notre être, mais contemporain de nos vies, d'une manière que l'ancienne idée religieuse de Dieu ne pourra plus jamais être. Mais avec la bonne idée, nous pouvons à nouveau trouver le même type de réconfort que celui que nous trouvions autrefois dans les vieilles idées religieuses. "Stevens trouve également une valeur certaine dans le contact complet avec la réalité. Ce n'est en effet que par cette connaissance brutale qu'il peut atteindre son propre moi spirituel, capable de résister aux forces de désintégration de la vie [...]. Aussi puissante que soit la force de l'esprit ... elle ne peut trouver l'absolu. Le ciel se trouve autour de l'homme qui voit dans son appréhension sensuelle du monde [...] ; tout ce qui est autour de lui fait partie de la vérité".
« ... La poésie

Une musique grandiose doit prendre la place
Du ciel vide et de ses hymnes,

Nous-mêmes en poésie devons prendre leur place. »
Les poèmes de Stevens adoptent ainsi des attitudes qui sont les corollaires de ces aspirations spirituelles antérieures qui persistent dans les courants inconscients de l'imagination. "Le poème rafraîchit la vie afin que nous partagions, / Pour un moment, la première idée ... Il satisfait / La croyance en un commencement immaculé / Et nous envoie, portés par une volonté inconsciente, / Vers une fin immaculée". La "première idée" est cette réalité essentielle qui se dresse avant toutes les autres, cette vérité essentielle ; mais comme toute connaissance est contingente à son temps et à son lieu, cette fiction suprême sera sûrement transitoire. C'est l'ange nécessaire de la réalité subjective - une réalité qui doit toujours être qualifiée et qui, en tant que telle, manque toujours sa cible à un certain degré - et qui contient toujours des éléments d'irréalité.

Miller résume la position de Stevens :
« Si cette dissolution du moi est d'une certaine manière la fin de tout, elle est d'une autre manière l'heureuse libération. Il ne reste que deux entités maintenant que les dieux sont morts : l'homme et la nature, le sujet et l'objet. La nature est le monde physique, visible, audible, tangible, présent à tous les sens, et l'homme est la conscience, le rien qui reçoit la nature et la transforme en quelque chose d'irréel...  »

### Influence de Nietzsche
Certains aspects de la pensée et de la poésie de Stevens s'inspirent des écrits de Friedrich Nietzsche. Le poème de Stevens intitulé "Description sans lieu", par exemple, mentionne directement le philosophe :
« Nietzsche, à Bâle, a étudié la piscine profonde

De ces décolorations, maîtrisant
Le mouvement et le mouvement de leurs formes

Dans le mouvement très agité du temps vierge. »

Des chercheurs ont tenté de retracer l'influence de Nietzsche sur la pensée de Stevens. Si la relation intellectuelle de Stevens avec Nietzsche est complexe, il est clair qu'il partageait le point de vue de Nietzsche sur des sujets tels que la religion, le changement et l'individu. Milton J. Bates relate : Dans une lettre de 1948 à Rodriguez Feo, Stevens exprime son humeur automnale par une allusion à Nietzsche : "Comme ce suintement me fait mal, malgré les citrouilles, le gel et l'assaut des livres, des images, de la musique et des gens. C'est fini, dit Zarathoustra ; et on va au Canoe Club, on boit deux Martinis et on mange une côtelette de porc, on regarde les espaces de la rivière et on participe à la désintégration, à la décomposition, à l'extase finale" (L 621). Quoi que Nietzsche ait pensé du Canoe Club et de sa cuisine, il aurait apprécié le reste de la lettre, qui dénonce un monde dans lequel les faibles affectent d'être forts et les forts se taisent, dans lequel la vie en groupe a pratiquement éliminé les hommes de caractère.

### L'influence littéraire
Dès le début, les critiques et les poètes font l'éloge de Stevens. Hart Crane écrit à un ami en 1919, après avoir lu certains des poèmes qui allaient constituer Harmonium : "Il y a un homme dont l'œuvre fait trembler la plupart d'entre nous". La Poetry Foundation affirme "qu'au début des années 1950, Stevens était considéré comme l'un des plus grands poètes américains contemporains, un artiste dont les abstractions précises exerçaient une influence substantielle sur d'autres écrivains". "Certains critiques, comme Randall Jarrell et Yvor Winters, ont fait l'éloge des premières œuvres de Stevens, mais ont critiqué ses derniers poèmes, plus abstraits et philosophiques,.
Harold Bloom, Helen Vendler et Frank Kermode font partie des critiques qui ont cimenté la position de Stevens dans le canon comme l'une des figures clés de la poésie moderniste américaine du XXe siècle. Bloom a qualifié Stevens de "partie vitale de la mythologie américaine" et, contrairement à Winters et Jarrell, Bloom a cité les derniers poèmes de Stevens, comme "Poems of our Climate", comme étant parmi ses meilleurs.
En commentant la place de Stevens parmi les poètes contemporains et les poètes précédents, son biographe Paul Mariani a déclaré : "Le véritable cercle de poètes philosophes de Stevens comprenait Pound et Eliot ainsi que Milton et les grands romantiques. Par extension, E. E. Cummings n'était que l'ombre d'un poète, tandis que Blackmur (critique et éditeur contemporain) ne daignait même pas mentionner Williams, Moore ou Hart Crane".

### Racisme
Le mépris de Stevens pour les personnes d'origine africaine peut se manifester de diverses manières, par exemple par l'utilisation de l'expression "nigger mystics" dans son poème "Prelude to Objects" et par le titre de son poème "Like Decorations on a Nigger Cemetery". De même, "Cela s'est produit lors de la réunion du comité du National Book Award qui a décerné le prix de poésie à Marianne Moore. Cinq juges, dont Wallace Stevens ont passé le temps en regardant des photographies des réunions précédentes des juges du National Book Award. Gwendolyn Brooks figurait sur l'une d'entre elles. En voyant la photo, Stevens a fait la remarque suivante : "Qui est le raton laveur ? Remarquant la réaction du groupe à sa question, il a demandé : "Je sais que vous n'aimez pas entendre les gens traiter une femme de raton laveur, mais qui est-ce ?".

### Dans la culture populaire
En 1976, après avoir découvert les techniques de gravure de Picasso à l'Atelier Crommelynck, David Hockney réalise une suite de 20 gravures intitulée The Blue Guitar. Le frontispice mentionne la double inspiration de Hockney sous le titre "The Blue Guitar : Etchings By David Hockney Who Was Inspired By Wallace Stevens Who Was Inspired By Pablo Picasso". Les eaux-fortes font référence aux thèmes d'un poème de Stevens, "The Man with the Blue Guitar (L'homme à la guitare bleue)". Petersburg Press a publié le portfolio en octobre 1977. La même année, Petersburg publie également un livre dans lequel le texte du poème accompagne les images.
Les deux titres d'une ancienne histoire de John Crowley, publiée pour la première fois en 1978 sous le titre "Where Spirits Gat Them Home", puis recueillie en 1993 sous le titre "Her Bounty to the Dead", proviennent de "Sunday Morning". Les titres de deux romans de D. E. Tingle, Imperishable Bliss en 2009 et A Chant of Paradise en 2014, sont tirés de "Sunday Morning".
John Irving cite le poème de Stevens "The Plot Against the Giant" dans son roman The Hotel New Hampshire. Dans le film Badlands de Terrence Malick, les surnoms des protagonistes sont Red et Kit sont une référence possible au poème de Stevens "Red Loves Kit".
Nick Cave a cité les vers "And the waves, the waves were soldiers moving" dans sa chanson "We Call Upon the Author". Ils sont tirés du poème de Stevens "Dry Loaf". Plus tard, Vic Chesnutt a enregistré une chanson intitulée "Wallace Stevens" sur son album North Star Deserter. La chanson fait référence au poème de Stevens "Thirteen Ways of Looking at a Blackbird".
Stevens a été honoré par un timbre-poste américain en 2012.

### Récompenses
Au cours de sa vie, Stevens a reçu de nombreux prix en reconnaissance de son œuvre, notamment :
Le prix Bollingen de poésie,1949.
National Book Award for Poetry,1951,1955 pour The Auroras of Autumn, The Collected Poems of Wallace Stevens.
Médaille Frost, 1951.
Prix Pulitzer de poésie, 1955 pour Collected Poems.

## Œuvre

### Poésie
- Harmonium, 1923
- Ideas of Order, 1935
- Owl's Clover, 1936
- The Man With the Blue Guitar, 1937
- Notes Towards a Supreme Fiction, 1942
- Parts of a World, 1942
- Esthétique du Mal, 1945
- Three Academic Pieces, 1947
- Transport to Summer, 1947
- Primitive Like an Orb, 1948
- Auroras of Autumn, 1950
- Collected Poems, 1954
- Opus Posthumous, 1957
- The Palm at the End of the Mind, 1967

### Prose
- The Necessary Angel: Essays on Reality and the Imagination by Wallace Stevens  (1965)
- Letters of Wallace Stevens, publié par Holly Stevens (1966)

### Pièces
- Three Travellers Watch the Sunrise (1916)
- Carlos Among the Candles (1917)

### Traductions en français
- Poèmes (anthologie), choisis par Nancy Blake, traduit par Nancy Blake et Hedi Kaddour, Delta, 1988
- Wallace Stevens (trad. de l'anglais par Olivier Lamiel, ill. Bertrand Canard), L’homme à la guitare bleue, Paris, Michel Chandeigne, 1989.
- Description sans domicile, traduit et préfacé par Bernard Noël, Éditions Unes, 1989
- 3 voyageurs regardent un lever de soleil, traduit par Leslie Kaplan et Claude Regy, Actes Sud, 1992
- Carlos parmi les bougies, traduit par Armando Llamas, Actes Sud, 1992
- L'Aurore boréale, traduit par Anne Luyat-Moore, préface de Jacques Darras, La Cri édition/ IN'HUI, 1995
- L'Ange nécessaire, traduit par Sonia Bechka-Zouechtiagh et Claude Mouchard, Circé, 1997
- Harmonium, édité et traduit par Claire Malroux, José Corti, 2002
- Wallace Stevens : une approche, traduction intégrale par Gilles Mourier des Collected Poems, 2005
- À l'instant de quitter la pièce, traduit et préfacé par Claire Malroux, José Corti, 2006
- Parties d'un monde, traduit par Thierry Gillybœuf, éditions de la Nerthe, 2011
- L'Homme à la guitare bleue, traduit par Alexandre Prieux, Revue Nunc| Éditions de Corlevour, 2018
- L'homme à la guitare bleue et autres poèmes, traduit par Gilles Mourier, édition bilingue, Le Sot l'y laisse, 2020
- Élévation à l'été, traduit par Gilles Mourier, édition bilingue, Le Sot l'y laisse, 2020